# NGC 7378
NGC 7378 ist eine Balken-Spiralgalaxie mit aktivem Galaxienkern vom Hubble-Typ SBab im Sternbild Wassermann auf der Ekliptik. Sie ist schätzungsweise 320 Millionen Lichtjahre von der Milchstraße entfernt und hat einen Durchmesser von etwa 50.000 Lj.
Im selben Himmelsareal befindet sich u. a. die Galaxie NGC 7371.
Das Objekt wurde am 19. September 1879 von Wilhelm Tempel entdeckt.